# 西村直子 (俳優)
西村 直子（にしむら なおこ、1985年4月13日 - ）は、日本の俳優である。奈良県出身。京都を拠点に活動する劇団「ヨーロッパ企画」に所属。

## 人物
2004年の第16回公演「インテル入ってない」よりヨーロッパ企画に参加。ヨーロッパ企画の母体となった同志社大学の同志社小劇場出身ではなく、角田貴志、土佐和成とともにオーディション入団1期生。入団時は高校を卒業したばかりだった。実家は文房具店。

## 出演

### テレビ
- 趣味の園芸　京も一日陽だまり屋（2016年～・NHK Eテレ） - コノハ 役

### 映画
- 曲がれ！スプーン（2009年・監督：本広克行）

### テレビドラマ
- ヨーロッパ企画のロケコメ！（2005年・ABCテレビ）
- ヨーロッパ企画のロケコメ！2（2007年・ABCテレビ）
- こづかい3万円劇場（2007年・関西テレビ）
- カンテーレ（2008年・関西テレビ）
- 乙男（2009年・フジテレビ）
- 曲がれ!スプーン サイドストーリー～スプーン曲がってますけど…～（2009年・フジテレビ）
- 終電バイバイ（2013年・TBS）
- ヨメ代行はじめました。（2013年・関西テレビ）
- ことばドリル（2014年・Eテレ）
- 天才脚本家　梶原金八（2014年・時代劇専門チャンネル）
- インテリワードBAR～見えざるピンクのユニコーン（2015年・BSジャパン）
- チャンネルはそのまま!（2019年3月18日 - 2019年3月22日、北海道テレビ放送） - 桜井 役
- サマータイムマシン・ハズ・ゴーン （2021年10月9日（8日深夜）、フジテレビ）

### 舞台
ヨーロッパ企画の舞台の出演については「ヨーロッパ企画#演劇公演」を参照
- 月刊コント 4周年グランド号（2013年・よしもとクリエイティブ・エージェンシー）
- 芝浦ブラウザー（2011年・東京グローブ座＋パルコPRESENT）
- 月刊コント 新春号（2010年・よしもとクリエイティブ・エージェンシー）
- 月刊コント 9月号（2009年・よしもとクリエイティブ・エージェンシー）
- GREAT WALL（2009年・ソリvol.3）
- 予知になかったデジャヴ（2008年・ソリvol.2）
- トラの抜け穴（2007年・ソリvol.1）

### WEB
- 「愛にきてうどん県」ウドンミュージック（2015年）

### テレビCM
- 森永製菓 チョコモナカジャンボ（2007年)
- 三井住友海上 「GK大きな安心篇」（2009年）
- オロナミンC（2010年）
- 株式会社アンドパッド ANDPAD（2020年）

### ゲーム
- ツッコマニア